# Transvasiermethode
De transvasiermethode of 'transvasierverfahren' is een techniek in de productie van mousserende wijn. Net als bij de méthode traditionnelle is ook hier sprake van een tweede gisting op fles. Het depot wordt verwijderd door de flessen wijn onder druk in een tank te storten en te filteren. Hierna wordt de wijn opgevangen en opnieuw gebotteld in verkoopflessen. Het verlies van natuurlijk koolzuur wordt gecompenseerd.
Op het etiket van flessen sekt uit Duitsland staat indien deze méthode is toegepast: Flaschengärung.
De methode werd in de jaren 50 van de 20e eeuw ontwikkeld door de sekt-bedrijven Rotkäppchen Sektkellerei in Freyburg en Sektkellerei Kupferberg in Mainz.